# Passiflora macdougaliana
Passiflora macdougaliana är en passionsblomsväxtart som beskrevs av Sandra Diane Knapp och J. Mallet. Passiflora macdougaliana ingår i släktet passionsblommor, och familjen passionsblomsväxter. Inga underarter finns listade i Catalogue of Life.